# Провінція Ійо
33°44′22″ пн. ш. 132°54′36″ сх. д. / 33.739444444444° пн. ш. 132.91° сх. д.
Провінція Ійо (яп. 伊予国 — ійо но куні, «країна Ійо»; 予州 — йошу, «провінція Ійо») — історична провінція Японії у регіоні Шікоку на заході острова Шікоку. Відповідає сучасній префектурі Ехіме.

## Короткі відомості
Провінція Ійо була заснована у 7 столітті. Її адміністративний центр знаходився у сучасному місті Імабарі. Вигідне положення у Внутрішньому японському морі перетворили провінцію на ключовий вузол транспортної лінії, що зв'язувала столицю Кіото з західними регіонами країни. Важливість земель Ійо передавала стародавня приказка: «Той хто володіє Ійо, контролює Шікоку, а той хто контролює Шікоку — панує над морем».
Окрім свого вигідного розташування, провінція Ійо була відома своїм шінтоїстським святилищем на острові Омішіма — Оямасумі-дзіндзя. Воно стало центральною самурайською святинею Західної Японії.
З 12 по 16 століття провінцією Ійо володів рід Кавано, однак більшість островів Внутрішнього японського моря контролювали японські пірати.
У період Едо (1603—1867) провінція була розбита на 7 ленних князівств, які належали різним васальним родинам сьоґунату. Центральна влада навмисно не передавала прибуткові землі Ійо у руки одного роду, боячись посилення відцентрових тенденцій у регіоні.
У результаті ряду адміністративних реформ 1871—1897 років, провінція Ійо увійшла до складу префектури Ехіме.

## Повіти
- Ваке 和気郡
- Повіт Ійо 伊予郡
- Казехая 風早郡
- Повіт Кіта 喜多郡
- Кувамура 桑村郡
- Куме 久米郡
- Ніі 新居郡
- Нома 野間郡
- Онсен 温泉郡
- Повіт Очі 越智郡
- Шуфу 周敷郡
- Повіт Ува 宇和郡
- Укена 浮穴郡
- Ума 宇摩郡